# Église Notre-Dame de Délivrance
Pour les articles homonymes, voir Église Notre-Dame.
L'église Notre-Dame de Délivrance est située à Le Quillio en France.

## Localisation
L'église est située sur la commune de Le Quillio, dans le département des Côtes-d'Armor, dans la région Bretagne.

## Description
L'église était, avant la Révolution, une annexe de la paroisse de Merléac et était autrefois le siège d'un pèlerinage réputé en l'honneur de la Vierge. C'est un édifice de plan en croix latine, avec chevet polygonal, sacristie et appentis. À l'ouest se trouve la tour surmontée d'un clocher polygonal. La façade ouest est percée d'une porte et d'une baie plein-cintre. La façade sud et le porche peuvent être datés du début du XVIe siècle. Le reste de l'édifice serait du XVIIIe siècle (façade nord et nef : 1733 ; tour : 1751 ; chœur : 1791). L'église est bordée au sud d'un placître.

## Historique
L'église est classée partiellement au titre des monuments historiques par arrêté du 10 juin 1986.

## Protection
Éléments protégés : la croix du cimetière : classement par arrêté du 2 mars 1912 ; l'église : classement par arrêté du 10 juin 1986.

## Galerie

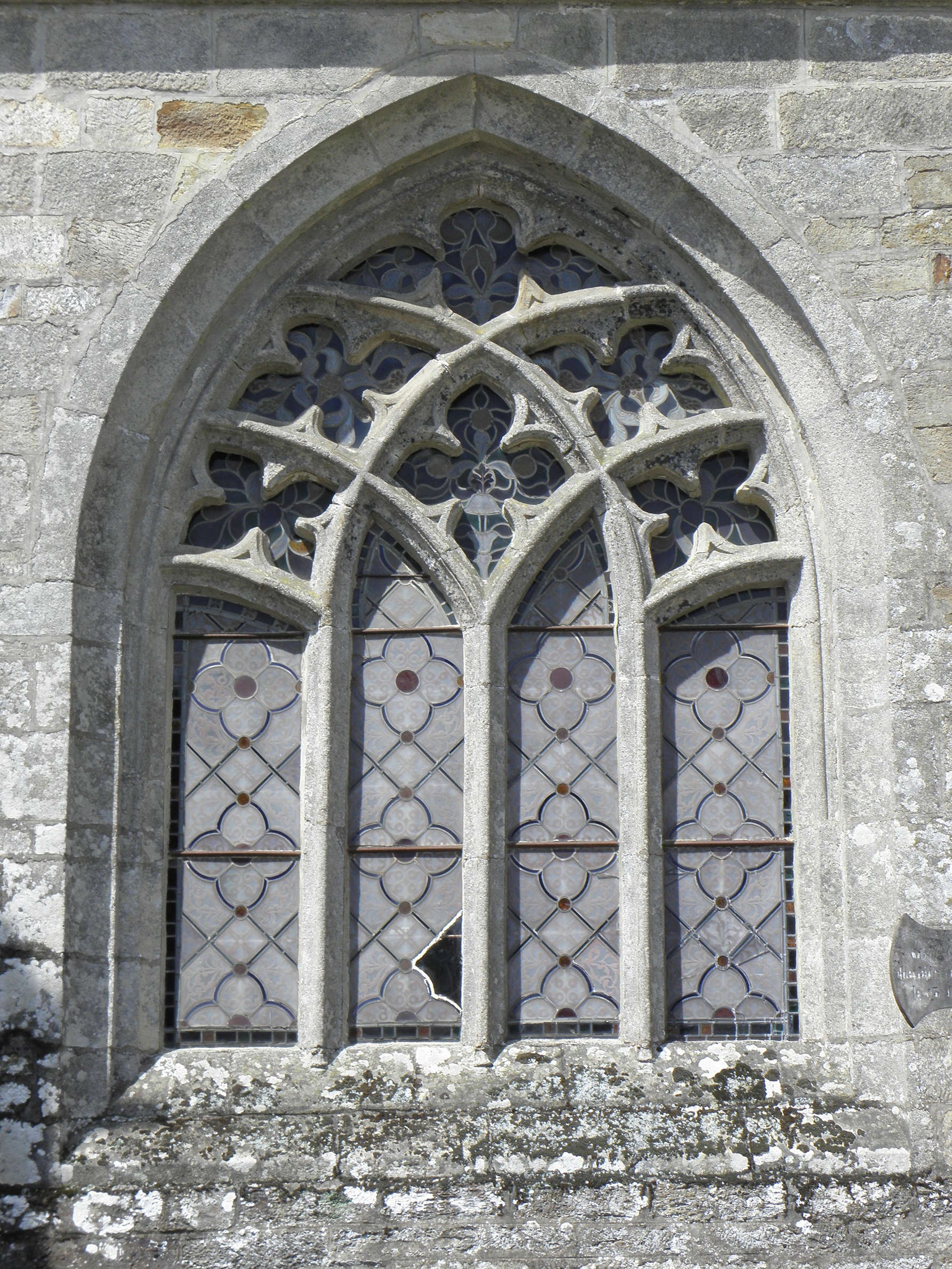
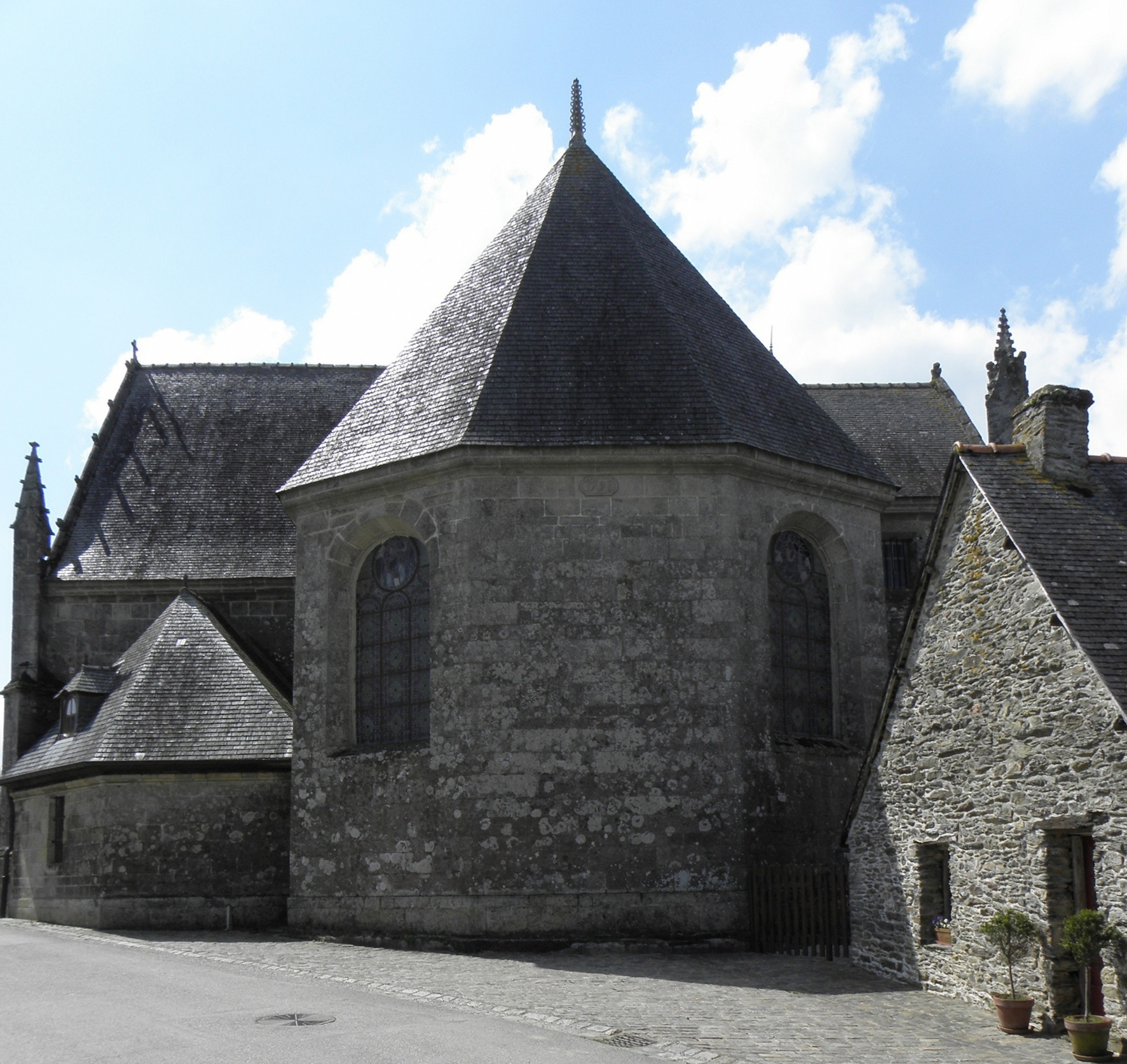
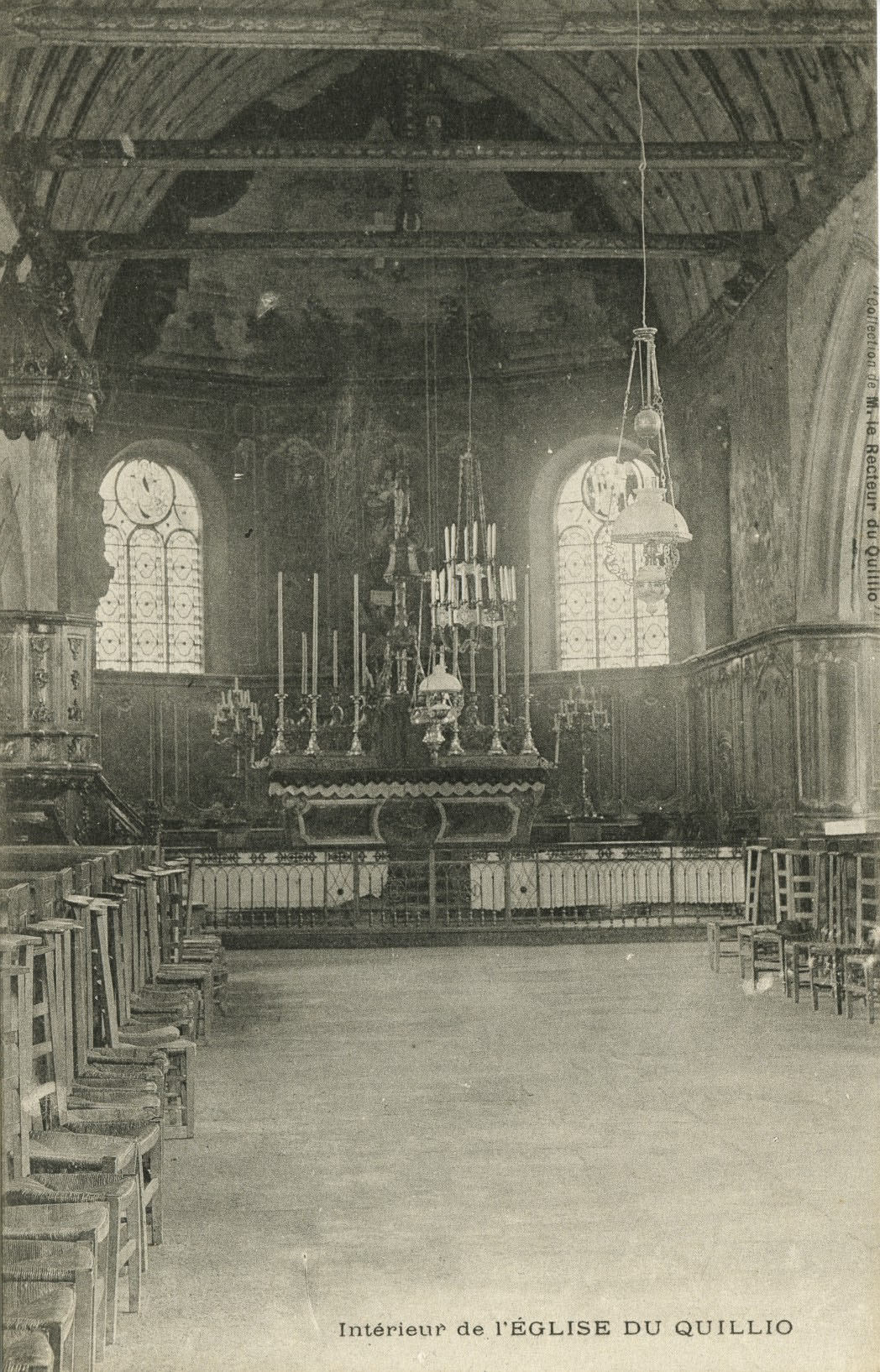
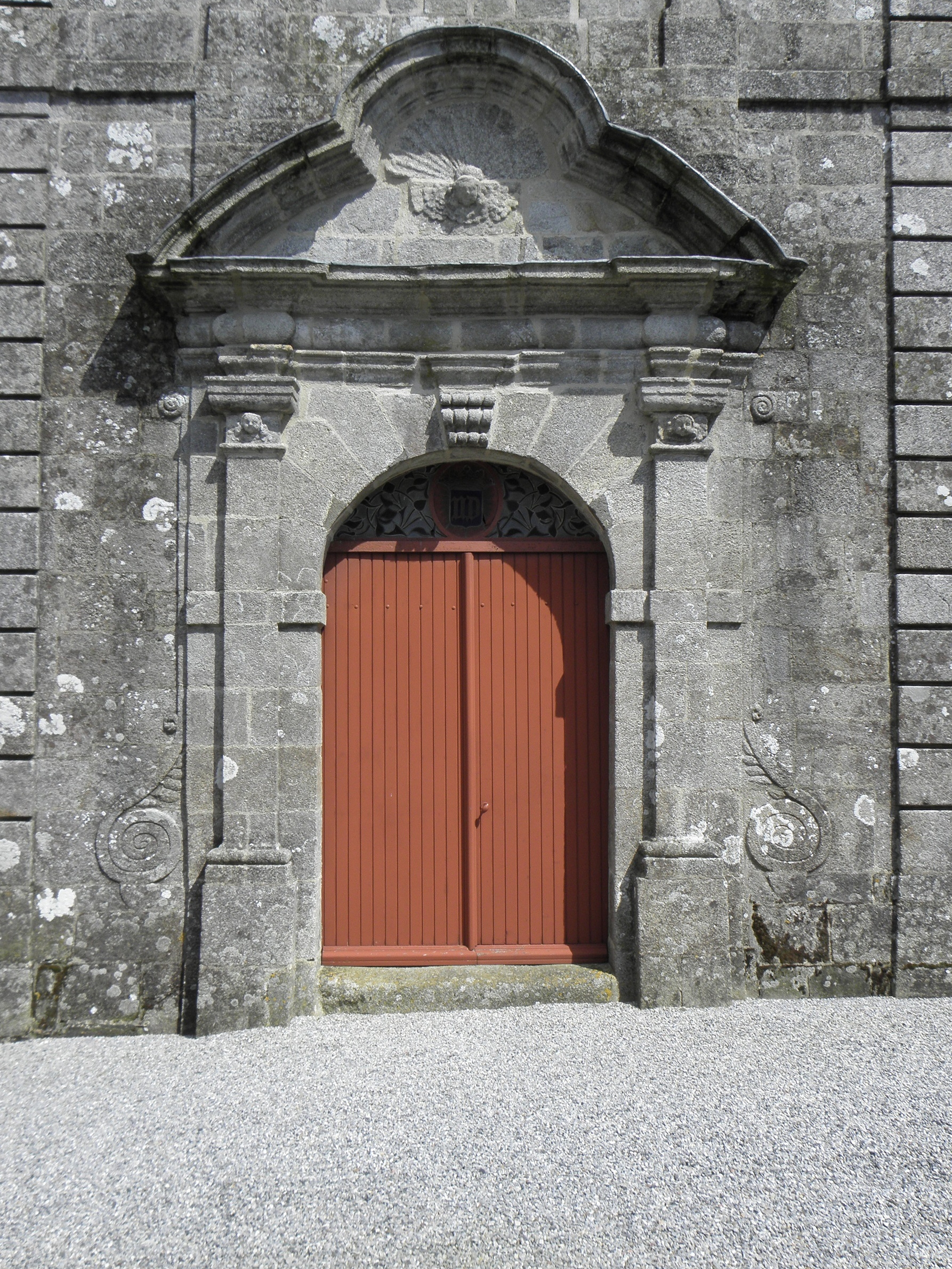
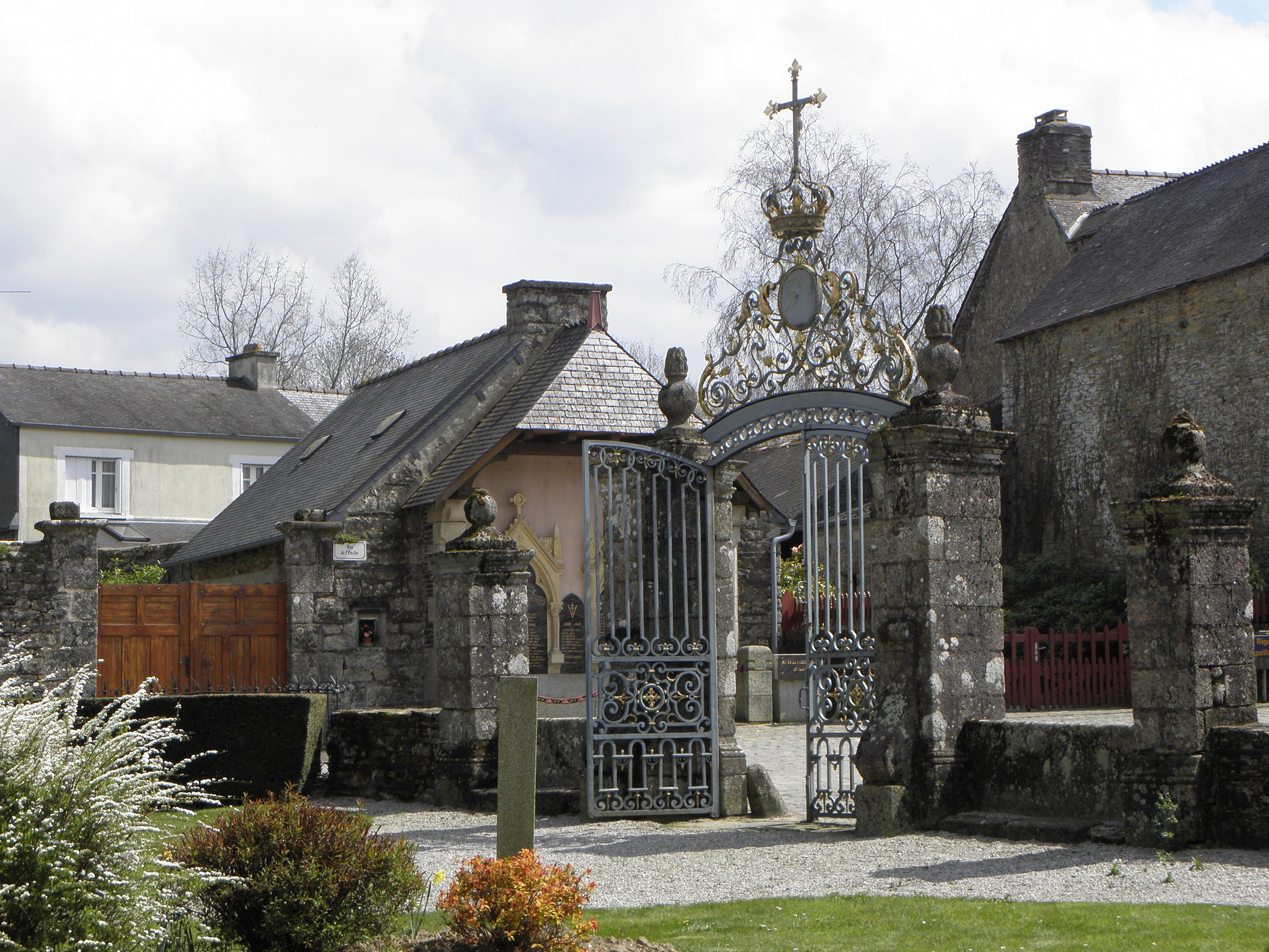
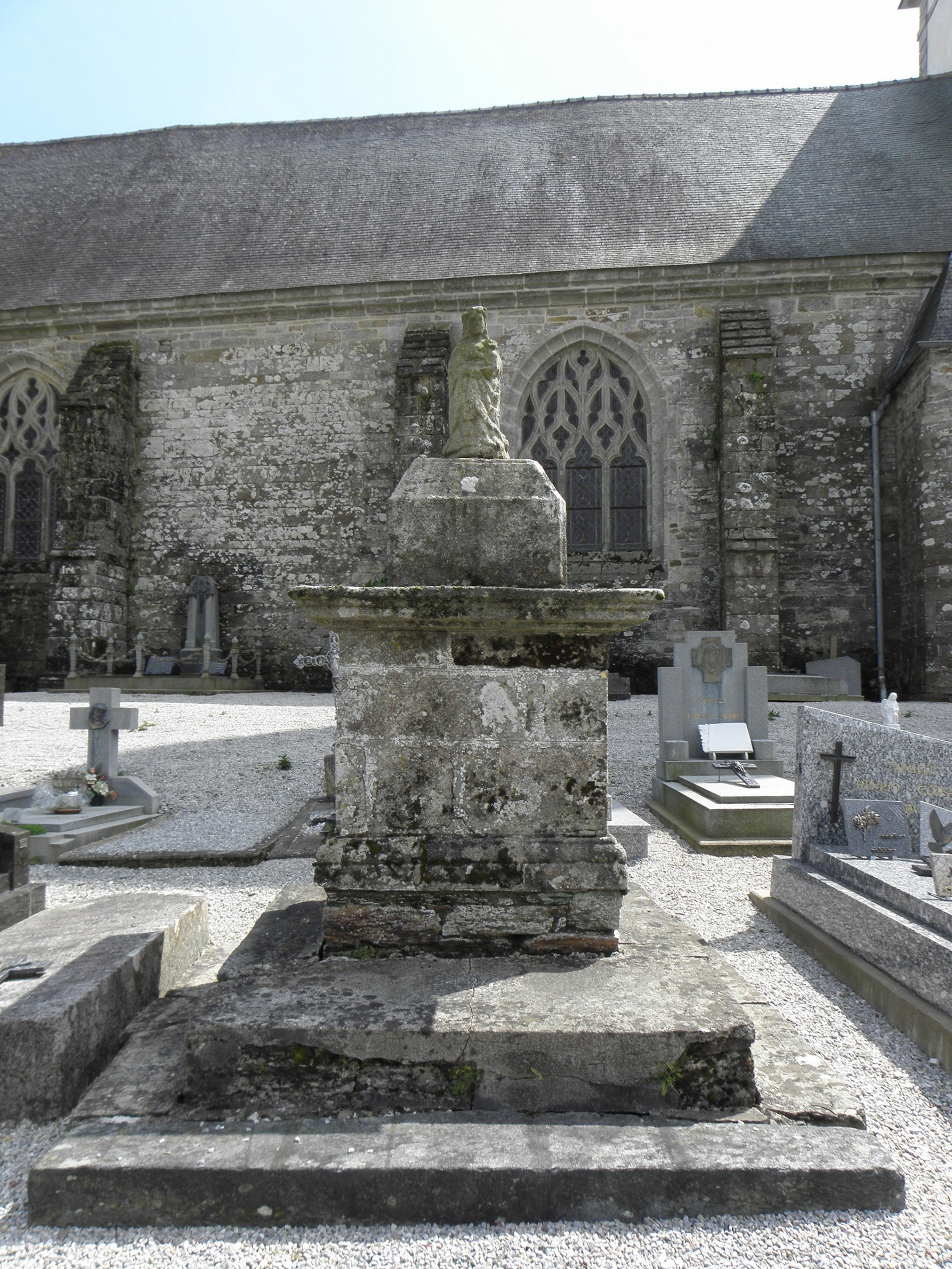